# Riserva naturale di Kedrovaja Pad'

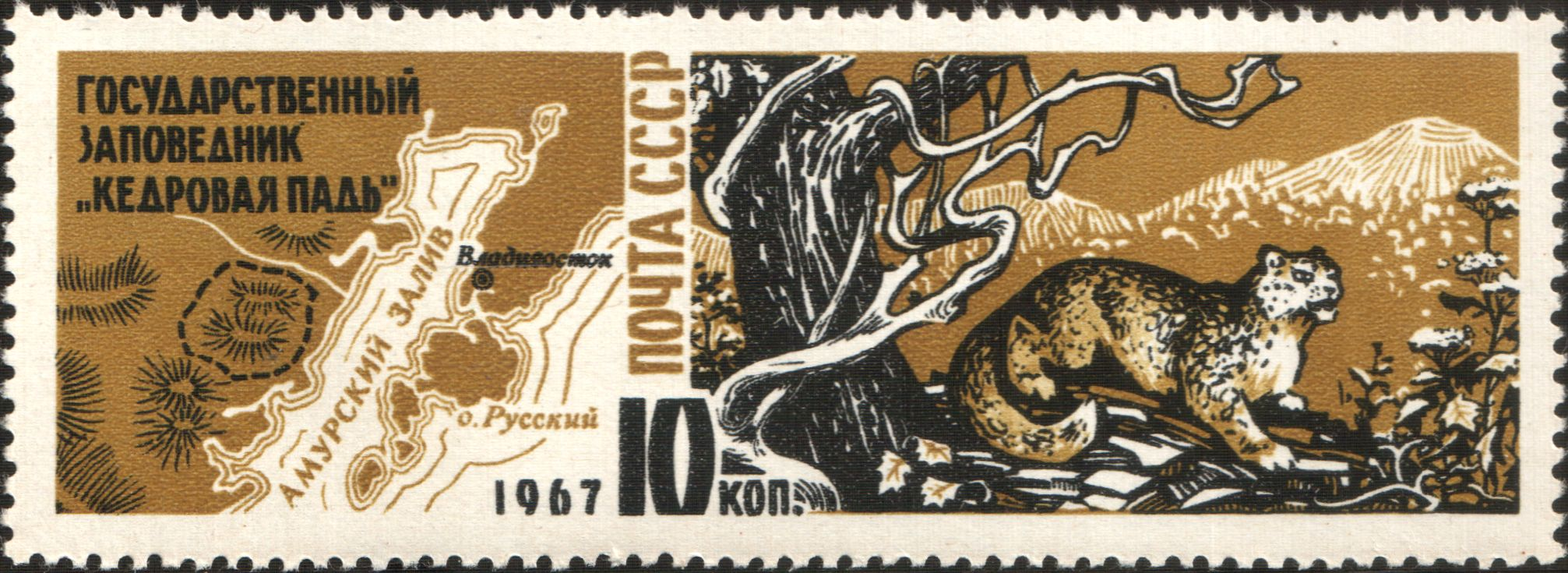
La riserva naturale di Kedrovaja Pad' (schizzo della posizione e un leopardo dell'Amur di fronte a un paesaggio tipico) su un francobollo sovietico del 1967.

La riserva naturale di Kedrovaja Pad' (in russo Заповедник «Кедровая Падь», zapovednik «Kedrovaja Pad'») è un'area protetta situata nell'Estremo Oriente russo. Istituita nel 1925, copre una superficie di 179 chilometri quadrati e costituisce un importante rifugio per il leopardo dell'Amur, in pericolo di estinzione. Viene amministrata congiuntamente con il vicino parco nazionale della Terra del Leopardo, che fa da cornice a quest'area rigorosamente protetta.

## Geografia
La riserva si trova all'estremità meridionale del Territorio del Litorale, ad ovest di Vladivostok, non lontano dal confine con la Cina. Copre un'area di 179 chilometri quadrati di foresta di montagna. Le foreste miste costituiscono una fascia di transizione tra la taiga siberiana e le foreste subtropicali. Metà della superficie della riserva è oggi ricoperta dalla quercia mongola (Quercus mongolica), ma in passato qui cresceva principalmente un'associazione forestale mista. Vi crescono anche tigli, aceri, betulle, olmi, frassini e varie conifere, come l'abete della Manciuria e il pino coreano. Occasionalmente si incontrano anche peri selvatici e rododendri.

## Fauna
La riserva è uno dei rifugi più importanti per il leopardo dell'Amur, in pericolo di estinzione. Nel 2011 le fototrappole hanno permesso di identificare in tutto dodici esemplari qui e nel limitrofo parco nazionale della Terra del Leopardo. Negli anni precedenti erano sempre stati censiti dai sette ai nove di questi rari felini selvatici. Oltre al leopardo, vivono qui anche altri due grandi predatori, la tigre siberiana e l'orso dal collare. Inoltre, la riserva ospita numerose popolazioni di ungulati, come cinghiali e caprioli siberiani, cervi sika e moschi siberiani. Tra i piccoli carnivori vivono qui la volpe rossa, il cane procione, il tasso asiatico, la martora dalla gola gialla, la lontra, la donnola siberiana e il gatto leopardo. Numerosi sono i piccoli mammiferi, tra i quali spiccano scoiattoli, tamia e scoiattoli volanti. La riserva ospita anche numerose specie di uccelli e di rettili, come l'astore di Horsfield e il colubro tigrato.